# Rappa

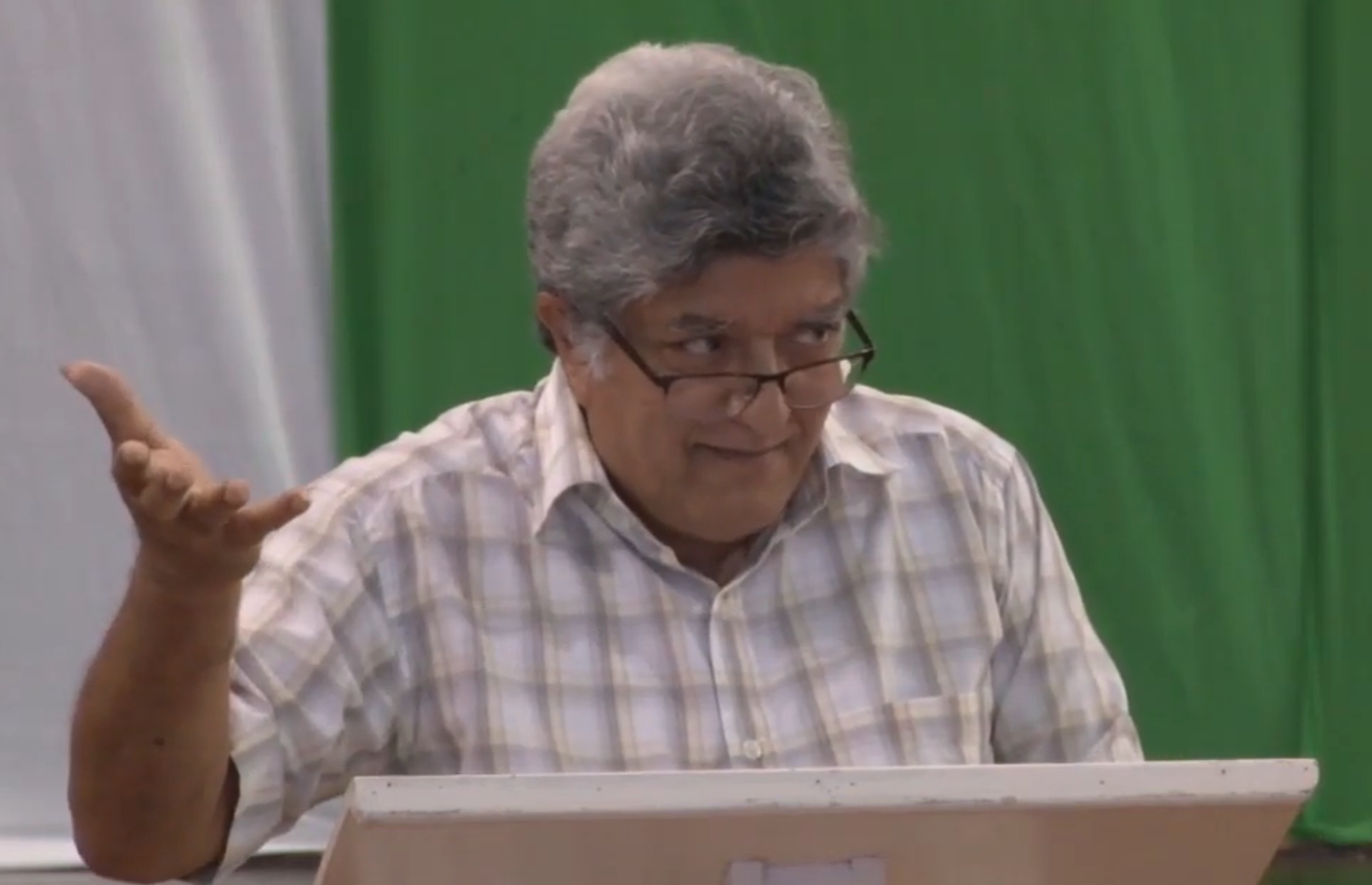
Rappa in 2019

Rappa, pseudoniem van Robby Jonathan Parabirsing (Paramaribo, 13 augustus 1954) is een Surinaams prozaschrijver, columnnist en leraar Nederlands.

## Werk
Rappa werkte als leraar op het Vrije Atheneum en werkt momenteel op de Algemene Middelbare School. Hij beheert sinds 1980 aan huis een stripbibliotheek en werkt als uitgever van boeken die als printing-on-demand in kleine oplage verschijnen bij zijn uitgeverij Ralicon. Hij debuteerde met Friktie tories oftewel Gevlochten verhalen (1980). Met populair getoonzet proza in Surinaams-Nederlands waarin billen en borsten in alle toonaarden worden bezongen, wist hij de aandacht op zich te vestigen. Zijn afschuw van het plechtige woord is in lijn met uitgesproken opvattingen over literaire vorm. Anderzijds hebben die opvattingen ook veel modieusheid en oppervlakkigheid met zich meegebracht. 
Qua vormgeving neigt zijn werk naar massalectuur, wat niet verhindert dat het soms een expliciet politieke lading heeft, zoals in Opa Djannie en andere verhalen, 1981). Seks is een vast bestanddeel van zijn boeken, zoals in het verhaal Fromoe Archie (Vrome Archie, 1984). Zijn roman De vlek uit het verleden verscheen in een voor Nederland van al te seksistische taal geschoonde versie in 1984 bij Uitgeverij Masusa in Nijmegen. Zijn laatste werk voor volwassen lezers zijn de novellen De tapoe (Het amulet, 1995) en Een bloedige les (2001) en de verhalenbundel Nieuwe friktie tories (1999). 
Rappa schreef voorts de kinderboeken Silvy en Hexa en andere verhalen (1983) en Verdwaald in het bos (1998) en stelde een aantal vakantieboeken samen. Het verhaal 'Hij wilde licht' verscheen in de bloemlezing Nieuwe Surinaamse verhalen (1986) en werd herdrukt in Verhalen van Surinaamse schrijvers (1989). ‘De vrouw van Bolle’ verscheen in Mama Sranan (1999). Hij droeg ook bij aan de Engelstalige bloemlezing uit de Surinaamse literatuur Diversity is power (2007).
Rappa is rond 2005 secretaris van Schrijversgroep '77. In januari 2006 trad hij op tijdens het Haagse literatuurfestival Winternachten. Hij is sinds juli 2010 in de rubriek Politieke Borrelpraat columnist voor Starnieuws.
In 2015 won hij de Henri Frans de Ziel Cultuurprijs, alias Trefossaprijs. In hetzelfde jaar nam hij met Deryck Ferrier en Carlo Jadnanansing het initiatief voor de oprichting van het Don Walther Fonds. Vanuit het fonds sinds 2018 de Donner Schrijfwedstrijd gehouden.